# Daniel Diemer
Daniel Diemer (Brentwood Bay, British Columbia, 21 de junho de 1996) é um ator canadense, mais conhecido por seu papel como Paul no filme da Netflix The Half of It.  Antes disso, ele desempenhou papéis menores em The Man in the High Castle e Sacred Lies. Em 2024, Diemer foi escolhido para interpretar Tyson na adaptação televisiva da saga literária de fantasia do autor Rick Riordan, Percy Jackson and the Olympians.

## Carreira
O primeiro papel de Diemer na tela foi em um videoclipe de Sidney York em 2014. Depois disso, ele se matriculou na Victoria Academy of Dramatic Arts, estudando atuação em cinema e TV. Ele não conseguiu nenhum papel em seus primeiros dois anos de audições. Ele então conseguiu um papel no filme Bloody Blacksmith de 2016 e atuou em quatro curtas-metragens entre 2017 e 2018.
Em 2018, Diemer interpretou um personagem recorrente na série de TV Sacred Lies por quatro temporadas. Ele então estrelou em Emma Fielding: More Bitter Than Death e Family Pictures. Ele desempenhou um papel no drama histórico da Amazon Prime Video The Man in the High Castle.
Depois disso, ele desempenhou um papel principal no filme de amadurecimento de Alice Wu, The Half of It, que foi distribuído pela Netflix e estreou em 1 de maio de 2020. Ele interpretou Paul Munsky, um jogador de futebol desajeitado que pede à protagonista, Ellie Chu, que o ajude a cortejar uma garota por quem ambos têm uma queda, escrevendo-lhe cartas. Wu realizou mais de 600 testes para o papel antes de descobrir Diemer. O filme recebeu críticas favoráveis, e ganhou o prêmio de Melhor Longa-Metragem Narrativa no Festival de Tribeca de 2020.
Em 2024, Diemer foi escalado para a segunda temporada de Percy Jackson and the Olympians Disney+, interpretando Tyson, o meio-irmão mais novo de Percy, o ciclope filho de Poseidon com uma Ninfa.

## Vida pessoal
Diemer nasceu em Brentwood Bay, British Columbia. Seu pai é treinador de tênis e ele tem um irmão chamado Aaron.
Aos 5 anos, ele começou a jogar futebol e pretendia se tornar um atleta profissional, mas seu surto repentino de crescimento impediu sua velocidade. Ele se voltou para o tênis antes que uma lesão nas costas o obrigasse a abandonar a carreira atlética. Ele então entrou em aulas pré-médicas no Camosun College. Ele tirou uma folga depois de um semestre e começou a modelar para uma aula de arte. Ele então morava em Vancouver e frequentava masterclasses de atuação. Ele se formou na Victoria Academy of Dramatic Arts em 2016.

## Filmografia

### Filmes
| Ano  | Título            | Papel         | Notas  |
| ---- | ----------------- | ------------- | ------ |
| 2016 | Bloody Blacksmith | Norris        | [ 5 ]  |
| 2020 | The Half of It    | Paul Munsky   | [ 16 ] |
| 2022 | Brazen            | Rand Morgan   | [ 17 ] |
| 2023 | Supercell         | William Brody | [ 18 ] |
| 2023 | Little Brother    | Jake          | [ 19 ] |
| 2024 | Absolution        | Kyle Conner   | [ 20 ] |

### Televisão
| Ano  | Título                          | Papel          | Notas                |
| ---- | ------------------------------- | -------------- | -------------------- |
| 2019 | The Man in the High Castle      | Kent           |                      |
| 2019 | Family Pictures                 | Killington     | Filme para televisão |
| 2021 | Black Summer                    | Luke           |                      |
| 2022 | The Midnight Club               | Bill/Rhett     |                      |
| 2024 | Under the Bridge                | Scott Bentland |                      |
| 2025 | Percy Jackson and the Olympians | Tyson          |                      |